# Zimbra
Zimbra Collaboration Suite (ZCS) — аналог Microsoft Exchange с некоторыми возможностями Google Docs и Google Apps.
ZCS предлагается в пяти версиях: Open Source Edition, Consumer Edition, Business Email Edition, Standard Edition, Professional Edition. Версии Consumer Edition и Business Email Edition доступны только для хостинг-провайдеров. В состав ZCS входят  программное обеспечение для клиентов и серверов

## Компоненты
Zimbra Web Client — веб-клиент для совместной работы, поддерживающий email и групповые календари. Пользовательский интерфейс Zimbra Web Client построен с использованием технологии AJAX, которая позволяет реализовывать всплывающие подсказки, перемещаемые объекты и контекстные меню. Также включены продвинутые возможности поиска и временные зависимости. Сюда же входят онлайн-документация, модули Zimlet и полноценный интерфейс для администраторов, написанные с помощью Zimbra Ajax Toolkit.
Zimbra Desktop — клиент для совместной работы. Может использоваться в качестве почтового клиента для любого почтового сервиса, поддерживающего протоколы POP и IMAP. Поддерживает синхронизацию почты, контактов и календарей c сервисами от Zimbra, Yahoo! Mail и Gmail. Клиент доступен на платформах Linux, Windows и macOS.
Zimbra Server — использует несколько СПО-проектов. Он раскрывает SOAP-интерфейс программирования приложений во всей его функциональности и также является IMAP- и POP3-сервером. Сервер доступен на платформах Linux (Red Hat Enterprise, Fedora, Ubuntu, Debian, Mandriva, SUSE Linux) и macOS.
ZCS совместим как с проприетарными клиентами, такими как Microsoft Outlook и Apple Mail, при помощи проприетарных модулей, так и с открытым Novell Evolution, так что письма, контакты и объекты календаря могут быть перенесены из них в ZCS-сервер. Zimbra также обеспечивает простую двустороннюю синхронизацию со многими мобильными устройствами (Nokia Eseries, BlackBerry, Windows Mobile, iPhone с прошивкой 2.0).

## История
Программный продукт для автоматизации совместной деятельности рабочих групп Zimbra создан в 2007 году компанией Zimbra, находящейся в Сан Матео, штат Калифорния, США. В сентябре 2007 года компания была куплена Yahoo!, а в январе 2010 VMware объявила о покупке у компании Yahoo подразделения Zimbra. В июле 2013 была куплена компанией Telligent Systems.

## Некоторые возможности Zimbra
Глобальная книга адресов — видны все сотрудники предприятия, у кого есть почтовый ящик в домене.
Календарь и Ежедневник — можно планировать задачи и делать напоминания о них.
Документы — можно хранить, просматривать и редактировать прямо в обозревателе (браузере).
Можно делать все ресурсы (адресную книгу, или часть её, некоторые каталоги с письмами, документы, календари и задачи) доступными для других пользователей, например, для всех внутри отдела.
Можно подключать внешние почтовые ящики. Внимание: все письма с внешних ящиков будут копироваться на сервер Zimbra!
Весь интерфейс и справка на русском языке.

## Лицензионное соглашение
Исходный код системы совместной работы Zimbra (ZCS) доступен согласно общедоступной лицензии Yahoo! (YPL), произошедшей от общедоступной лицензии Mozilla (MPL). Эта лицензия требует, чтобы изменения, внесенные в существующие файлы, распространялись в виде исходного кода под такой же лицензией.